# Rudolf Drese
Rudolf Drese (* 12. November 1932 in Essen; † 6. April 2003) war ein deutscher Politiker und Landtagsabgeordneter (SPD).

## Leben und Beruf
Nach dem Schulbesuch mit dem Abschluss der mittleren Reife absolvierte er eine kaufmännische Lehre und war anschließend kaufmännischer Angestellter bei Krupp, Essen, auf der Zeche Rossenray und auf der Zeche Niederberg. Ab 1986 war er Ruhrkohle-Energieberater bei der Bergbau AG Niederrhein.
1967 wurde Drese Mitglied der SPD. Er war in zahlreichen Parteigremien vertreten. Außerdem war er seit 1960 Mitglied der IG Bergbau und Energie und Mitglied der Arbeiterwohlfahrt.

## Abgeordneter
Vom 29. Mai 1980 bis zum 30. Mai 1990 war Drese Mitglied des Landtags des Landes Nordrhein-Westfalen. Er wurde jeweils im Wahlkreis 062 Wesel I direkt gewählt. Seit 1969 war er Mitglied im Stadtrat der Stadt Kamp-Lintfort.